# Ciemnoblaszek zielonoblaszkowy

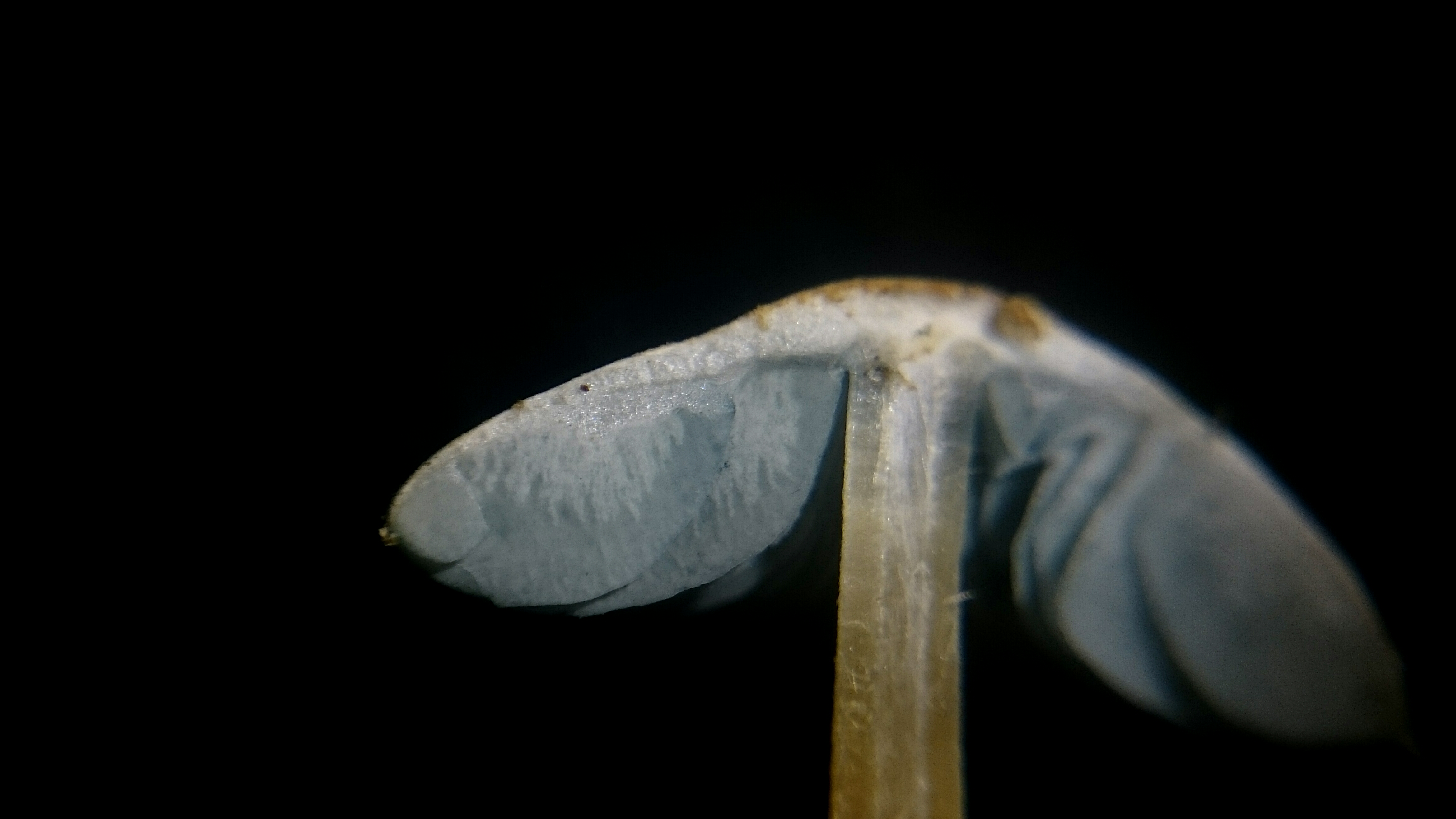

Ciemnoblaszek zielonoblaszkowy (Melanophyllum eyrei (Massee) Singer) – gatunek grzybów z rodziny pieczarkowatych (Agaricaceae).

## Systematyka i nazewnictwo
Pozycja w klasyfikacji według Index Fungorum: Melanophyllum, Agaricaceae, Agaricales, Agaricomycetidae, Agaricomycetes, Agaricomycotina, Basidiomycota, Fungi.
Po raz pierwszy opisał go w 1893 r. George Edward Massee, nadając mu nazwę Schulzeria eyrei. Obecną nazwę nadał mu Rolf Singer w 1949 r.
Ma 7 synonimów. Niektóre z nich:
- Cystoderma eyrei (Massee) Singer 1943
- Lepiota eyrei (Massee) J.E. Lange 1935[2].

Nazwę polską zaproponował Władysław Wojewoda w 2003 r.

## Morfologia
Kapelusz
Średnica 1,7–2,9 cm, początkowo wypukły, potem płaski z tępym garbkiem,. Brzeg ostry ze strzępiastymi resztkami osłony. Skórka dająca się oddzielić, powierzchnia matowa, czerwonawo-kremowa, z ochrowym środkiem.
Trzon
Wysokość od 3,6 do 4,4 cm, średnica od 0,2 do 0,4 cm, cylindryczny, zakrzywiony, z bulwiastą podstawą z białawo-kremowymi strzępkami grzybni. Pierścienia brak, powierzchnia obficie oprószona kremowymi łuseczkami, u podstawy ochrowy brązowa.
Blaszki
Wolne, początkowo kremowe, potem podczas dojrzewania zarodników barwiące się na niebiesko turkusowo. Ostrza całe, tej samej barwy.
Miąższ
O przyjemnym zapachu.
Cechy mikroskopowe
Podstawki maczugowate lub wrzecionowate, 4-sterygmowe ze sprzążką bazalną, o rozmiarach 15,1–22 × 5,2–7,9 μm. Zarodniki elipsoidalne lub cylindryczne, gładkie, zielonkawe, o rozmiarach 3,7–5,6 × 2,4–3,5 μm, Q = 1,3–1,9. Cystyd brak.
Gatunki podobne
Ciemnoblaszek krwistozarodnikowy (Melanophyllum haematospermum) jest nieco większy i ma czerwonawo-różowe blaszki zamiast zielonych.

## Występowanie i siedlisko
Gatunek notowany w niektórych krajach Europy i w Rosji. W piśmiennictwie naukowym na terenie Polski do 2003 r. podano tylko dwa jego stanowiska, w późniejszych latach podano następne. Najbardziej aktualne stanowiska podaje internetowy atlas grzybów. Gatunek znajduje się na Czerwonej liście roślin i grzybów Polski. Ma status E – gatunek wymierający, którego przeżycie jest mało prawdopodobne, jeśli nadal będą działać czynniki zagrożenia.
Naziemny grzyb saprotroficzny. W Polsce notowany w liściastych lasach pod grabami.